# Segunda División Femenina de España 2017-18
La temporada 2017-18 de la Segunda División Femenina de España corresponde a la 17.ª edición del campeonato y se disputó entre el 3 de septiembre de 2017 y el 22 de abril de 2018 en su fase regular. Posteriormente se disputó la promoción de ascenso entre el 6 de mayo y el 17 de junio.

## Sistema de competición
Participan un total de 112 clubes, distribuidos en siete grupos de catorce equipos, según criterios de proximidad geográfica, y uno de ellos, el grupo de Canarias, a su vez se divide en dos subgrupos de 14 equipos. El torneo se desarrolla en cada grupo por un sistema de liga, en el que juegan todos contra todos, a doble partido -una en campo propio y otra en campo contrario- siguiendo un calendario previamente establecido por sorteo.
La clasificación final se establece con arreglo a los puntos obtenidos en cada enfrentamiento, a razón de tres por partido ganado, uno por empatado y ninguno en caso de derrota. Si al finalizar el campeonato dos equipos igualan a puntos, los mecanismos para desempatar la clasificación son los siguientes:
1. El que tenga una mayor diferencia entre goles a favor y en contra en los enfrentamientos entre ambos.
2. Si persiste el empate, se tiene en cuenta la diferencia de goles a favor y en contra en todos los encuentros del campeonato.

El club que suma más puntos al término del campeonato se proclama campeón de su grupo de Segunda División Femenina y disputa la promoción de ascenso a la Primera División Femenina con el resto de campeones. De los siete campeones y un mejor segundo, juegan un play-off de ascenso, del que sólo dos ascienden finalmente a la máxima categoría, cuyos colistas desciende a Segunda División Femenina la siguiente temporada.

## Equipos de la temporada 2017/18

#### Grupo I
En este grupo se encuentran los equipos de: Galicia (6), Asturias (5) y Cantabria (3).
| Club                                 | Ciudad                 |
| ------------------------------------ | ---------------------- |
| Atlántida de Matama                  | Vigo                   |
| R.C. Deportivo de La Coruña Femenino | La Coruña              |
| C.D. Femiastur                       | Avilés                 |
| Club Peluquería Mixta Friol Femenino | Friol                  |
| Gijón Fútbol Femenino                | Gijón                  |
| UD Llanera                           | Llanera                |
| CD Monte Féminas                     | Santander              |
| Racing de Santander                  | Santander              |
| Real Oviedo Femenino                 | Oviedo                 |
| Sárdoma C.F.                         | Vigo                   |
| Real Sporting de Gijón Femenino      | Gijón                  |
| CF Vimenor                           | Vioño de Piélagos      |
| Victoria C.F. Femenino               | La Coruña              |
| Victoria FC                          | Santiago de Compostela |

#### Grupo II
En este grupo se encuentran los equipos de: País Vasco (9), Navarra (3) y La Rioja (2).
| Club                       | Ciudad        |
| -------------------------- | ------------- |
| Añorga KKE                 | San Sebastián |
| C.F. Ardoi F.E.            | Zizur Mayor   |
| Athletic Club femenino "B" | Bilbao        |
| CD Aurrerá de Vitoria      | Vitoria       |
| S.D. Eibar Femenino        | Éibar         |
| Gasteizko Neskak KE        | Vitoria       |
| EDF Logroño                | Logroño       |
| Mulier FCN                 | Pamplona      |
| Oiartzun CE                | Oyarzun       |
| C. A. Osasuna Femenino     | Pamplona      |
| Pauldarrak FKT             | Baracaldo     |
| CD Pradejón                | Pradejón      |
| SD San Ignacio Femenino    | Bilbao        |
| Zarautz Ke                 | Zarauz        |

#### Grupo III
En este grupo se encuentran los equipos de: Cataluña (10), Islas Baleares (3) y Aragón (1).
| Club                             | Ciudad              |
| -------------------------------- | ------------------- |
| SE AEM                           | Lérida              |
| FC Barcelona "B"                 | Barcelona           |
| U.D. Collerense                  | Palma de Mallorca   |
| R. C. D. Espanyol "B"            | Barcelona           |
| Club Esportiu Europa (femenino)  | Barcelona           |
| C.F. Igualada Femení             | Igualada            |
| CF Pardinyes                     | Lérida              |
| Peña Ferranca CF Femenino        | Barbastro           |
| F.C. Levante Las Planas Femenino | San Juan Despí      |
| Sporting Mahón                   | Mahón               |
| C.F. Palleja                     | Pallejá             |
| CE Sant Gabriel Femenino         | San Adrián de Besós |
| CE Seagull                       | Badalona            |
| Son Sardina                      | Palma de Mallorca   |

#### Grupo IV
En este grupo se encuentran los equipos de: Andalucía (8), Extremadura (4), Ceuta (1) y parte de Castilla-La Mancha (1).
| Club                        | Ciudad       |
| --------------------------- | ------------ |
| CFF Cáceres                 | Cáceres      |
| Daimiel Femenino            | Daimiel      |
| AD El Naranjo               | Córdoba      |
| Extremadura CF Femenino     | Almendralejo |
| Granada Femenino            | Granada      |
| CD Híspalis                 | Sevilla      |
| ADFB La Rambla              | La Rambla    |
| Málaga CF Femenino          | Málaga       |
| Club Polillas Atlético      | Ceuta        |
| CD Pozoalbense Femenino     | Pozoblanco   |
| CD Puerto de la Torre       | Málaga       |
| CP San Miguel A             | Plasencia    |
| Santa Teresa CD II Femenino | Badajoz      |
| Sporting "B"                | Huelva       |

#### Grupo V
En este grupo se encuentran los equipos de: Comunidad de Madrid (8), Castilla y León (4) y parte de Castilla-La Mancha (2).
| Club                                  | Ciudad             |
| ------------------------------------- | ------------------ |
| AD Alhóndiga                          | Getafe             |
| Atlético de Madrid "B"                | Madrid             |
| EMF Fuensalida                        | Fuensalida         |
| Dinamo Guadalajara                    | Guadalajara        |
| Cultural y Deportiva Leonesa Femenino | León               |
| Madrid C. F. "B"                      | Madrid             |
| Olímpico de Moratalaz A               | Madrid             |
| CD Parquesol                          | Valladolid         |
| C. F. Pozuelo de Alarcón              | Pozuelo de Alarcón |
| Rayo Vallecano                        | Madrid             |
| CD Tacón                              | Madrid             |
| CD Zamora Amigos del Duero            | Zamora             |
| Nuestra Señora de Belén               | Burgos             |
| Vallecas CF                           | Madrid             |

#### Grupo VI
En este grupo se encuentran los equipos de: Provincia de Las Palmas (14) y Provincia de Santa Cruz de Tenerife (14).

##### Subgrupo de (Las Palmas)
| Club                | Ciudad                     |
| ------------------- | -------------------------- |
| CD Achamán S. Lucía | Santa Lucía de Tirajana    |
| CD Águilas          | Arguineguin                |
| CD Colegio Norte    | Las Palmas de Gran Canaria |
| Castillo CF         | Castillo del Romeral       |
| CD Femarguín        | Arguineguin                |
| CD Firgas           | Firgas                     |
| CD Iregui           | San Bartolomé de Tirajana  |
| CD Juan Grande      | San Bartolomé de Tirajana  |
| CFS La Garita       | Telde                      |
| CF Las Majoreras    | Carrizal de Ingenio        |
| UD Las Torres       | Las Palmas de Gran Canaria |
| UD Montaña Alta     | Guía                       |
| CF Unión Viera      | Las Palmas de Gran Canaria |
| Yoñé La Garita      | Telde                      |

##### Subgrupo de (Santa Cruz de Tenerife)
| Club                         | Ciudad                     |
| ---------------------------- | -------------------------- |
| AD Añaza Femenino            | Santa Cruz de Tenerife     |
| Atlético Unión de Güímar     | Güímar                     |
| CD San Marcos-Icod           | Icod de los Vinos          |
| SD Casablanca                | Tejina                     |
| CF Costa Adeje               | Adeje                      |
| CD Furia Arona Femenino      | Arona                      |
| UD Geneto del Teide          | San Miguel de Geneto       |
| UD Granadilla Tenerife Sur B | Granadilla de Abona        |
| CD Laguna                    | San Cristóbal de La Laguna |
| CD Llamoro                   | El Rosario                 |
| UD Sanse                     | San Sebastián de La Gomera |
| UD San Antonio Pilar         | San Cristóbal de La Laguna |
| UD Tacuense                  | San Cristóbal de La Laguna |
| CD Tarsa                     | Breña Alta                 |

#### Grupo VII
En este grupo se encuentran los equipos de: Comunidad Valenciana (8), Región de Murcia (4) y parte de Castilla-La Mancha (2).
| Club                       | Ciudad           |
| -------------------------- | ---------------- |
| CFF Albacete               | Albacete         |
| UD Aldaia                  | Aldaya           |
| Alhama CF                  | Alhama de Murcia |
| CF La Solana Femenino      | La Solana        |
| Joventut Almassora A       | Almazora         |
| Levante UD "B"             | Valencia         |
| Lorca Deportiva Féminas    | Lorca            |
| CFF Marítim                | Valencia         |
| CD Minerva                 | Cartagena        |
| Mislata CF A               | Mislata          |
| Real Murcia                | Murcia           |
| Sporting CF Plaza de Argel | Alicante         |
| Valencia CF Femenino "B"   | Valencia         |
| Villarreal CF              | Villarreal       |

## Tablas de clasificación

### Grupo I
| Pos. | Equipo                 | Pts. | PJ | G  | E | P  | GF  | GC  | Dif. | Clasificación 2017–18           |
| ---- | ---------------------- | ---- | -- | -- | - | -- | --- | --- | ---- | ------------------------------- |
| 1    | Real Oviedo            | 75   | 26 | 25 | 0 | 1  | 113 | 7   | +106 | Play-Offs Ascenso a 1ª División |
| 2    | Deportivo La Coruña    | 73   | 26 | 24 | 1 | 1  | 155 | 11  | +144 |                                 |
| 3    | C. D. Monte            | 54   | 26 | 17 | 3 | 6  | 65  | 34  | +31  |                                 |
| 4    | Atlántida Matamá       | 49   | 26 | 16 | 1 | 9  | 56  | 29  | +27  |                                 |
| 5    | Racing Santander       | 46   | 26 | 15 | 1 | 10 | 84  | 42  | +42  |                                 |
| 6    | Sárdoma C. F.          | 42   | 26 | 13 | 3 | 10 | 55  | 35  | +20  |                                 |
| 7    | Victoria C. F.         | 41   | 26 | 13 | 2 | 11 | 54  | 46  | +8   |                                 |
| 8    | Peluquería Mixta Friol | 37   | 26 | 11 | 4 | 11 | 53  | 54  | −1   |                                 |
| 9    | Sporting de Gijón      | 32   | 26 | 10 | 2 | 14 | 55  | 53  | +2   |                                 |
| 10   | Victoria F. C.         | 31   | 26 | 9  | 4 | 13 | 32  | 52  | −20  |                                 |
| 11   | Gijón F. F.            | 23   | 26 | 7  | 2 | 17 | 32  | 74  | −42  |                                 |
| 12   | U. D. Llanera          | 19   | 26 | 5  | 4 | 17 | 29  | 106 | −77  | Descenso de categoría           |
| 13   | C. D. Femiastur        | 10   | 26 | 3  | 1 | 22 | 24  | 117 | −93  | Descenso de categoría           |
| 14   | C. F. Vimenor          | 0    | 26 | 0  | 0 | 26 | 6   | 153 | −147 | Descenso de categoría           |

 Fuente: Futbolme.com
Criterios de clasificación: Puntos · Enfrentamientos directos · Diferencia de goles · Goles a favor · Puntos fair-play · Play-off.

### Grupo II
| Pos. | Equipo             | Pts. | PJ | G  | E | P  | GF | GC | Dif. | Clasificación 2017–18           |
| ---- | ------------------ | ---- | -- | -- | - | -- | -- | -- | ---- | ------------------------------- |
| 1    | E. D. F. Logroño   | 63   | 26 | 20 | 3 | 3  | 63 | 23 | +40  | Play-Offs Ascenso a 1ª División |
| 2    | Athletic Club "B"  | 61   | 26 | 19 | 4 | 3  | 96 | 28 | +68  |                                 |
| 3    | S. D. Eibar        | 56   | 26 | 17 | 5 | 4  | 60 | 30 | +30  |                                 |
| 4    | C. A. Osasuna      | 50   | 26 | 14 | 8 | 4  | 50 | 26 | +24  |                                 |
| 5    | S. D. San Ignacio  | 45   | 26 | 14 | 3 | 9  | 54 | 36 | +18  |                                 |
| 6    | Oiartzun K. E.     | 41   | 26 | 12 | 5 | 9  | 47 | 34 | +13  |                                 |
| 7    | Añorga K. K. E.    | 40   | 26 | 11 | 7 | 8  | 48 | 40 | +8   |                                 |
| 8    | Mulier F. C. N.    | 33   | 26 | 10 | 3 | 13 | 40 | 33 | +7   |                                 |
| 9    | C. D. Pradejón     | 29   | 26 | 8  | 5 | 13 | 34 | 59 | −25  |                                 |
| 10   | Aurrerá de Vitoria | 29   | 26 | 8  | 5 | 13 | 37 | 56 | −19  |                                 |
| 11   | Deportivo Alavés   | 28   | 26 | 7  | 7 | 12 | 53 | 56 | −3   |                                 |
| 12   | Pauldarrak EFKT    | 27   | 26 | 8  | 3 | 15 | 36 | 51 | −15  | Descenso de categoría           |
| 13   | Zarautz K. E.      | 10   | 26 | 3  | 1 | 22 | 26 | 85 | −59  | Descenso de categoría           |
| 14   | C. F. Ardoi FE     | 4    | 26 | 1  | 1 | 24 | 11 | 98 | −87  | Descenso de categoría           |

 Fuente: Futbolme.com
Criterios de clasificación: Puntos · Enfrentamientos directos · Diferencia de goles · Goles a favor · Puntos fair-play · Play-off.

### Grupo III
| Pos. | Equipo                | Pts. | PJ | G  | E | P  | GF | GC | Dif. | Clasificación 2017–18           |
| ---- | --------------------- | ---- | -- | -- | - | -- | -- | -- | ---- | ------------------------------- |
| 1    | F. C. Barcelona "B"   | 63   | 26 | 20 | 3 | 3  | 81 | 17 | +64  | Campeonas del Grupo III         |
| 2    | C. E. Seagull         | 61   | 26 | 19 | 4 | 3  | 70 | 15 | +55  | Play-Offs Ascenso a 1ª División |
| 3    | U. D. Collerense      | 59   | 26 | 19 | 2 | 5  | 68 | 29 | +39  |                                 |
| 4    | R. C. D. Espanyol "B" | 54   | 26 | 16 | 6 | 4  | 51 | 23 | +28  |                                 |
| 5    | S. E. AEM             | 49   | 26 | 15 | 4 | 7  | 59 | 31 | +28  |                                 |
| 6    | C. E. Europa          | 43   | 26 | 13 | 4 | 9  | 52 | 45 | +7   |                                 |
| 7    | C. F. Igualada        | 42   | 26 | 13 | 3 | 10 | 41 | 48 | −7   |                                 |
| 8    | A. D. Son Sardina     | 35   | 26 | 10 | 5 | 11 | 39 | 55 | −16  |                                 |
| 9    | C. E. Sant Gabriel    | 28   | 26 | 8  | 4 | 14 | 40 | 44 | −4   |                                 |
| 10   | C. F. Pallejà         | 23   | 26 | 7  | 2 | 17 | 46 | 66 | −20  |                                 |
| 11   | C. F. Pardinyes       | 23   | 26 | 6  | 5 | 15 | 32 | 51 | −19  |                                 |
| 12   | Levante Las Planas    | 17   | 26 | 3  | 8 | 15 | 23 | 67 | −44  | Descenso de categoría           |
| 13   | Sporting de Mahón     | 14   | 26 | 3  | 5 | 18 | 19 | 68 | −49  | Descenso de categoría           |
| 14   | Peña Ferranca         | 7    | 26 | 2  | 1 | 23 | 25 | 87 | −62  | Descenso de categoría           |

 Fuente: Futbolme.com
Criterios de clasificación: Puntos · Enfrentamientos directos · Diferencia de goles · Goles a favor · Puntos fair-play · Play-off.

### Grupo IV
| Pos. | Equipo                 | Pts. | PJ | G  | E | P  | GF  | GC  | Dif. | Clasificación 2017–18           |
| ---- | ---------------------- | ---- | -- | -- | - | -- | --- | --- | ---- | ------------------------------- |
| 1    | Málaga C. F.           | 71   | 26 | 23 | 2 | 1  | 129 | 6   | +123 | Play-Offs Ascenso a 1ª División |
| 2    | Granada C. F.          | 68   | 26 | 22 | 2 | 2  | 111 | 12  | +99  |                                 |
| 3    | Sporting de Huelva "B" | 61   | 26 | 19 | 4 | 3  | 72  | 30  | +42  |                                 |
| 4    | Extremadura U. D.      | 54   | 26 | 16 | 6 | 4  | 75  | 35  | +40  |                                 |
| 5    | C. F. F. Cáceres       | 43   | 26 | 13 | 4 | 9  | 55  | 28  | +27  |                                 |
| 6    | A. D. El Naranjo       | 38   | 26 | 11 | 5 | 10 | 58  | 46  | +12  |                                 |
| 7    | Santa Teresa C. D. "B" | 35   | 26 | 10 | 5 | 11 | 46  | 52  | −6   |                                 |
| 8    | C. D. Híspalis         | 26   | 26 | 7  | 5 | 14 | 30  | 60  | −30  |                                 |
| 9    | ADFB La Rambla         | 25   | 26 | 6  | 7 | 13 | 31  | 62  | −31  |                                 |
| 10   | C. D. Pozoalbense      | 24   | 26 | 6  | 6 | 14 | 48  | 86  | −38  |                                 |
| 11   | C. P. San Miguel       | 23   | 26 | 6  | 5 | 15 | 20  | 56  | −36  |                                 |
| 12   | Puerto de la Torre     | 23   | 26 | 6  | 5 | 15 | 38  | 73  | −35  | Descenso de categoría           |
| 13   | Daimiel C. F.          | 13   | 26 | 3  | 4 | 19 | 25  | 109 | −84  | Descenso de categoría           |
| 14   | Polillas Atlético      | 9    | 26 | 1  | 6 | 19 | 15  | 98  | −83  | Descenso de categoría           |

 Fuente: Futbolme.com
Criterios de clasificación: Puntos · Enfrentamientos directos · Diferencia de goles · Goles a favor · Puntos fair-play · Play-off.

### Grupo V
| Pos. | Equipo                      | Pts. | PJ | G  | E | P  | GF  | GC | Dif. | Clasificación 2017–18           |
| ---- | --------------------------- | ---- | -- | -- | - | -- | --- | -- | ---- | ------------------------------- |
| 1    | C. D. Tacón                 | 71   | 26 | 23 | 2 | 1  | 102 | 0  | +102 | Play-Offs Ascenso a 1ª División |
| 2    | Atlético de Madrid "B"      | 65   | 26 | 20 | 5 | 1  | 72  | 0  | +72  |                                 |
| 3    | C. D. Parquesol             | 47   | 26 | 13 | 8 | 5  | 51  | 0  | +51  |                                 |
| 4    | Rayo Vallecano "B"          | 46   | 26 | 14 | 4 | 8  | 48  | 0  | +48  |                                 |
| 5    | Madrid C. F. F. "B"         | 44   | 26 | 13 | 5 | 8  | 49  | 0  | +49  |                                 |
| 6    | C. F. Pozuelo de Alarcón    | 43   | 26 | 12 | 7 | 7  | 47  | 0  | +47  |                                 |
| 7    | A. D. Alhóndiga             | 39   | 26 | 12 | 3 | 11 | 41  | 0  | +41  |                                 |
| 8    | Dinamo Guadalajara          | 33   | 26 | 9  | 6 | 11 | 44  | 0  | +44  |                                 |
| 9    | León F. F.                  | 33   | 26 | 9  | 6 | 11 | 39  | 0  | +39  |                                 |
| 10   | C. D. E. Olímpico de Madrid | 30   | 26 | 9  | 3 | 14 | 38  | 0  | +38  |                                 |
| 11   | Nuestra Señora de Belén     | 25   | 26 | 6  | 7 | 13 | 25  | 0  | +25  |                                 |
| 12   | E. M. F. Fuensalida         | 16   | 26 | 4  | 4 | 18 | 29  | 0  | +29  | Descenso de categoría           |
| 13   | Vallecas C. F.              | 13   | 26 | 3  | 4 | 19 | 27  | 0  | +27  | Descenso de categoría           |
| 14   | C. D. Amigos del Duero      | 7    | 26 | 1  | 4 | 21 | 30  | 0  | +30  | Descenso de categoría           |

 Fuente: Futbolme.com
Criterios de clasificación: Puntos · Enfrentamientos directos · Diferencia de goles · Goles a favor · Puntos fair-play · Play-off.

### Grupo VI

#### Las Palmas
| Pos. | Equipo                    | Pts. | PJ | G  | E | P  | GF  | GC  | Dif. | Clasificación 2017–18 |
| ---- | ------------------------- | ---- | -- | -- | - | -- | --- | --- | ---- | --------------------- |
| 1    | C. D. Femarguín           | 78   | 26 | 26 | 0 | 0  | 240 | 9   | +231 | Final Islas Canarias  |
| 2    | C. D. Juan Grande         | 69   | 26 | 23 | 0 | 3  | 194 | 11  | +183 |                       |
| 3    | C. F. S. La Garita        | 69   | 26 | 23 | 0 | 3  | 155 | 15  | +140 |                       |
| 4    | C. F. Unión Viera         | 55   | 26 | 18 | 1 | 7  | 135 | 34  | +101 |                       |
| 5    | Las Majoreras-Guayadeque  | 52   | 26 | 17 | 1 | 8  | 110 | 35  | +75  |                       |
| 6    | U. D. Las Torres          | 42   | 26 | 13 | 3 | 10 | 54  | 43  | +11  |                       |
| 7    | C. D. Achamán Santa Lucía | 37   | 26 | 11 | 4 | 11 | 69  | 76  | −7   |                       |
| 8    | C. D. Flor de Lis Norte   | 30   | 26 | 8  | 6 | 12 | 77  | 77  | 0    |                       |
| 9    | U. D. Montaña Alta        | 28   | 26 | 7  | 7 | 12 | 55  | 81  | −26  |                       |
| 10   | C. D. Iregui              | 25   | 26 | 7  | 4 | 15 | 55  | 77  | −22  |                       |
| 11   | C. D. Aguiluchas          | 23   | 26 | 7  | 2 | 17 | 55  | 106 | −51  |                       |
| 12   | C. D. Firgas              | 13   | 26 | 4  | 1 | 21 | 29  | 140 | −111 |                       |
| 13   | C. D. Yoñé La Garita      | 7    | 26 | 1  | 4 | 21 | 30  | 190 | −160 | Descenso de categoría |
| 14   | Castillo C. F.            | 1    | 26 | 0  | 1 | 25 | 4   | 368 | −364 | Descenso de categoría |

 Fuente: Futbolme.com
Criterios de clasificación: Puntos · Enfrentamientos directos · Diferencia de goles · Goles a favor · Puntos fair-play · Play-off.

#### Tenerife
| Pos. | Equipo                   | Pts. | PJ | G  | E  | P | GF  | GC  | Dif. | Clasificación 2017–18 |
| ---- | ------------------------ | ---- | -- | -- | -- | - | --- | --- | ---- | --------------------- |
| 1    | U. D. Tacuense           | 73   | 26 | 24 | 1  | 1 | 145 | 11  | +134 | Final Islas Canarias  |
| 2    | U. D. G. Tenerife "B"    | 72   | 26 | 23 | 3  | 0 | 186 | 14  | +172 |                       |
| 3    | Atlético Unión de Güímar | 63   | 26 | 20 | 3  | 3 | 90  | 23  | +67  |                       |
| 4    | C. D. Llano del Moro     | 59   | 26 | 18 | 5  | 3 | 95  | 25  | +70  |                       |
| 5    | C. D. Tarsa              | 44   | 26 | 12 | 8  | 6 | 62  | 47  | +15  |                       |
| 6    | C. D. Furia Arona        | 50   | 26 | 13 | 11 | 2 | 72  | 49  | +23  |                       |
| 7    | U. D. San Antonio Pilar  | 45   | 26 | 11 | 12 | 3 | 43  | 73  | −30  |                       |
| 8    | C. F. Costa Adeje        | 46   | 26 | 11 | 13 | 2 | 34  | 43  | −9   |                       |
| 9    | S. D. Casablanca         | 39   | 26 | 9  | 12 | 5 | 45  | 83  | −38  |                       |
| 10   | A. D. Añaza              | 35   | 26 | 7  | 14 | 5 | 28  | 90  | −62  |                       |
| 11   | U. D. Sanse              | 37   | 26 | 6  | 19 | 1 | 29  | 98  | −69  |                       |
| 12   | U. D. Geneto del Norte   | 34   | 26 | 5  | 19 | 2 | 40  | 109 | −69  |                       |
| 13   | C. D. San Marcos Icod    | 30   | 26 | 3  | 21 | 2 | 20  | 110 | −90  | Descenso de categoría |
| 14   | C. D. Laguna             | 29   | 26 | 2  | 23 | 1 | 14  | 128 | −114 | Descenso de categoría |

 Fuente: Futbolme.com
Criterios de clasificación: Puntos · Enfrentamientos directos · Diferencia de goles · Goles a favor · Puntos fair-play · Play-off.

#### Final Islas Canarias
El equipo ganador de la final a doble partido, clasifica a los Play-Offs de Ascenso a Primera División
| Equipo 1        | Agr.  | Equipo 2       | Ida   | Vuelta |
| --------------- | ----- | -------------- | ----- | ------ |
| C. D. Femarguín | 4 - 0 | U. D. Tacuense | 3 - 0 | 1 - 0  |

### Grupo VII
| Pos. | Equipo                   | Pts. | PJ | G | E | P  | GF | GC  | Dif. | Clasificación 2017–18           |
| ---- | ------------------------ | ---- | -- | - | - | -- | -- | --- | ---- | ------------------------------- |
| 1    | Sporting Plaza de Argel  | 3    | 6  | 0 | 3 | 3  | 83 | 22  | +61  | Play-Offs Ascenso a 1ª División |
| 2    | Levante U. D. "B"        | 6    | 10 | 0 | 6 | 4  | 48 | 20  | +28  |                                 |
| 3    | U. D. Aldaia             | 5    | 10 | 0 | 5 | 5  | 82 | 23  | +59  |                                 |
| 4    | Alhama C. F.             | 8    | 14 | 0 | 8 | 6  | 36 | 20  | +16  |                                 |
| 5    | C. F. Joventut Almassora | 6    | 14 | 0 | 6 | 8  | 64 | 49  | +15  |                                 |
| 6    | C. F. Marítim            | 5    | 14 | 0 | 5 | 9  | 37 | 35  | +2   |                                 |
| 7    | Valencia C. F. "B"       | 5    | 14 | 0 | 5 | 9  | 59 | 32  | +27  |                                 |
| 8    | Villarreal C. F.         | 4    | 15 | 0 | 4 | 11 | 53 | 41  | +12  |                                 |
| 9    | Mislata C. F.            | 9    | 17 | 0 | 9 | 8  | 37 | 29  | +8   |                                 |
| 10   | Lorca F. A. D.           | 6    | 17 | 0 | 6 | 11 | 41 | 40  | +1   |                                 |
| 11   | F. F. La Solana          | 2    | 16 | 0 | 2 | 14 | 46 | 46  | 0    |                                 |
| 12   | C. F. F. Albacete        | 6    | 18 | 0 | 6 | 12 | 45 | 52  | −7   | Descenso de categoría           |
| 13   | Murcia Féminas           | 0    | 24 | 0 | 0 | 24 | 9  | 137 | −128 | Descenso de categoría           |
| 14   | C. D. Minerva            | 1    | 26 | 0 | 1 | 25 | 19 | 113 | −94  | Descenso de categoría           |

 Fuente: Futbolme.com
Criterios de clasificación: Puntos · Enfrentamientos directos · Diferencia de goles · Goles a favor · Puntos fair-play · Play-off.

## Promoción de ascenso a Primera División
- Se clasifican los siguientes equipos a la promoción de ascenso por cada grupo:

| Pos | Grupo I              | Grupo II    | Grupo III  | Grupo IV           | Grupo V  | Grupo VI     | Grupo VII                  |
| --- | -------------------- | ----------- | ---------- | ------------------ | -------- | ------------ | -------------------------- |
| 1º  | Real Oviedo Femenino | EDF Logroño | CE Seagull | Málaga CF Femenino | CD Tacón | CD Femarguín | Sporting CF Plaza de Argel |

Los siete campeones de la liga regular de Segunda División femenina quedan divididos en dos grupos: uno de ellos tendrá tres integrantes mientras que el otro estará compuesto por cuatro. El grupo A (el de cuatro equipos) deberá disputar la fase de ascenso mediante dos eliminatorias a ida y vuelta mientras que el grupo B (el de tres) se resolverá por medio de una liguilla. Los dos campeones de ambos grupos serán los que asciendan a Primera División. 

### Grupo A

#### Semifinal
La ida de la eliminatoria se disputó el 13 de mayo mientras que la vuelta se jugó el 20 de mayo.
| Grupo     | Equipo local ida / visitante vta. | Ida   | Vta.  | Equipo visitante ida / local vta. | Grupo    | Resultado eliminatoria | Pasan de ronda |
| Grupo I   | Real Oviedo Femenino              | 0 – 2 | 0 – 1 | EDF Logroño                       | Grupo II | 1 – 2                  | EDF Logroño    |
| Grupo III | CE Seagull                        | 0 – 4 | 2 – 1 | CD Tacón                          | Grupo V  | 1 – 6                  | CD Tacón       |

#### Final
La ida de la final por el ascenso se disputó el de 27 mayo mientras que la vuelta se jugó el 3 de junio.
| Grupo    | Equipo local ida / visitante vta. | Ida   | Vta.  | Equipo visitante ida / local vta. | Grupo   | Resultado eliminatoria | Asciende    |
| Grupo II | EDF Logroño                       | 1 – 1 | 2 – 1 | CD Tacón                          | Grupo V | 3 – 2                  | EDF Logroño |

### Grupo B

#### Jornada primera
| 6 de mayo de 2018, 17:00 | Málaga CF Femenino | 1:0 | CD Femarguín |  |  |

| 13 de mayo de 2018, 12:00 | SPA Alicante | 0:2 | Málaga CF Femenino |  |  |

| 20 de mayo de 2018, 13:00 | CD Femarguín | 5:1 | SPA Alicante |  |  |

#### Jornada segunda
| 27 de mayo de 2018, 13:00 | CD Femarguín | 0:1 | Málaga CF Femenino |  |  |

| 3 de junio de 2018, 17:00 | Málaga CF Femenino | 2:1 | SPA Alicante |  |  |

| 17 de junio de 2018, 11:00 | SPA Alicante | 3:2 | CD Femarguín |  |  |

#### Clasificación
| Equipo             | Pts | PJ | PG | PE | PP | GF | GC | Dif |
| ------------------ | --- | -- | -- | -- | -- | -- | -- | --- |
| Málaga CF Femenino | 12  | 4  | 4  | 0  | 0  | 6  | 1  | +5  |
| CD Femarguín       | 3   | 4  | 1  | 0  | 3  | 7  | 6  | +1  |
| SPA Alicante       | 3   | 4  | 1  | 0  | 3  | 5  | 11 | -6  |

## Resumen
Ascienden a Primera división:
| - Málaga CF Femenino | - EDF Logroño |

Descienden a categorías regionales: 
| Grupo I - Llanera - Femiastur - CF Vimenor | Grupo II - Pauldarrak - Zarautz - Ardoi | Grupo III - FC Levante Las Planas - Sporting Mahón - Peña Ferranca | Grupo IV - CD Puerto de la Torre - Santa Teresa CD "B" - Daimiel Femenino - Club Polillas Atlético |

| Grupo V - Fuensalida - Vallecas - Zamora Amigos D. | Grupo VI - Castillo CF - Laguna | Grupo VII - CFF Albacete - Murcia Femenino - CD Minerva |